# 82153 Alemigliorini
82153 Alemigliorini este un asteroid din centura principală de asteroizi.

## Descriere
82153 Alemigliorini este un asteroid din centura principală de asteroizi. A fost descoperit pe 23 martie 2001 la Cima Ekar în cadrul programului Asiago-DLR Asteroid Survey. Asteroidul prezintă o orbită caracterizată de o semiaxă mare de 2,78 ua, o excentricitate de 0,05 și o înclinație de 8,6° în raport cu ecliptica.